# Смит, Ронни Рей
Рональд Рей «Ронни Рей» Смит (англ. Ronald Ray "Ronnie Ray" Smith; 28 марта 1949, Лос-Анджелес, Калифорния, США — 31 марта 2013, там же) — американский спринтер, чемпион летних Олимпийских игр в Мехико (1968) в эстафете 4×100 м.
В студенческие годы выступал за Университет штата в Сан-Хосе, социологический факультет которого окончил.
На чемпионате США в Сакраменто (июнь 1968) сумел преодолеть на 100-метровке десятисекундный барьер. Стал непосредственным участником Вечера скорости, в результате чего его результат был зафиксирован со временем 10,14 с. На летних Олимпийских играх в Мехико (1968) в составе сборной США выиграл золотую медаль с мировым рекордом 38,2 сек.
Выступал за легкоатлетический клуб Southern California Striders. По завершении спортивной карьеры работал а департаменте парков и отдыха Лос-Анджелеса. Был введен в Зал спортивной славы штата Сан-Хосе.